# Kunjir
Kunjir is een bestuurslaag in het regentschap Lampung Selatan van de provincie Lampung, Indonesië. Kunjir telt 1608 inwoners (volkstelling 2010).